# Боббе Міца Юліївна
Міца Юліївна (Міде Юделівна) Боббе (Бобе) (1896 — 1972, місто Москва, тепер Російська Федерація) — радянська партійна діячка, завідувачка бюро скарг Московської міської контрольної комісії ВКП(б), член ВЦВК. Член Центральної контрольної комісії ВКП(б) у 1930—1934 роках.

## Життєпис
Працювала робітницею-сортувальницею бурштину.
Була двічі заарештована за революційну діяльність. Член РСДРП(б) з 1916 року.
Перебувала на відповідальній партійній роботі.
На 1930—1931 роки — голова Сокольницької районної контрольної комісії ВКП(б) міста Москви.
До лютого 1934 року — завідувачка бюро скарг Московської міської контрольної комісії ВКП(б).
У 1937 році виключена із членів ВКП(б). 
Померла 1972 року.